# The Marine
The Marine é um filme de ação de 2006 protagonizado pelo wrestler John Cena. Foi dirigido por John Bonito, escrito por Michelle Gallagher e Alan B. McElroy e produzido por Joel Simon.
Produzido pela divisão de filmes da WWE e distribuído nos Estados Unidos pela 20th Century Fox, o filme recebeu PG-13 pela MPAA por "intensas sequências de ações violentas, sensualidade e linguagem". No Brasil recebeu a classificação "proibido para menores de 16 anos".

## Sinopse
John Cena, o lutador da WWE, faz o papel do fuzileiro John Triton. Após ser enviado de volta da Guerra do Iraque, Kate, sua esposa (Kelly Carlson de Nip/Tuck), é sequestrada por ladrões de jóias comandados por um assassino (Robert Patrick). Agora, Triton precisa lutar para salvá-la.

## Elenco
| Ator/Atriz         | Papel       |
| ------------------ | ----------- |
| John Cena          | John Triton |
| Robert Patrick     | Rome        |
| Kelly Carlson      | Kate Triton |
| Anthony Ray Parker | Morgan      |
| Abigail Bianca     | Angela      |
| Damon Gibson       | Vescera     |
| Todd Levi          | Policial    |
| Regan Cairns       | Policial 2  |